# 솀키르 FK
솀키르 FK(아제르바이잔어: Şəmkir FK)는 솀키르를 연고로 하는 아제르바이잔의 축구 클럽이었으며 2017년에 해체되었다. 구단의 마지막 시즌이었던 2016-17 아제르바이잔 퍼스트 디비전에서 6위를 기록했다.

## 성적
- 아제르바이잔 프리미어리그 우승 3회 (1999-2000, 2000-01, 2001-02)

## 역대 감독
| 감독                  | 임기        |
| --------------------- | ----------- |
| 아가살림 미르자바도프 | 1998 ~ 2001 |